# Franco Bentivogli
Franco Bentivogli (Forlì, 12 novembre 1935) è un sindacalista italiano.

## Biografia
Aderisce alla Fim-Cisl della CISL nel 1956, quando è operaio elettrotecnico nella Fiar-Cge. Dopo un anno di formazione presso il "Centro studi" della CISL di Firenze, inizia nel 1959 la sua attività di dirigente sindacale nelle Marche, dove coordina l'attività contrattuale in diversi settori.
Nel 1961 si trasferisce a Treviso, dove diverrà segretario generale della FIM-CISL prima provinciale e poi regionale per il Veneto. Negli anni sessanta, in Veneto, Bentivogli è protagonista di aspre battaglie, in particolare per l'autonomia del sindacato, l'unità sindacale e l'affermazione della contrattazione aziendale.
Nel 1970 entra nella segreteria nazionale della FIM-CISL, di cui diviene segretario generale nel 1974, succedendo a Carniti. Nel 1983 passa alla segreteria nazionale della CISL, dove per otto anni imprimerà un forte impulso alle politiche sociali della confederazione. Scaduto il mandato di segreteria, conclude la sua esperienza nel sindacato come presidente dell'Iscos (Istituto sindacale per la cooperazione allo sviluppo).
Alle elezioni politiche del 1994 è candidato dai Progressisti nel collegio uninominale di Conegliano, dove ottiene il 17,10%, ma è sconfitto da Franco Rocchetta del Polo delle Libertà (50,65%).
Dal 1994, lasciata la CISL, è attivo nel settore del volontariato: fa parte del comitato scientifico della Caritas Italiana, che ogni anno elabora il Dossier statistico immigrazione e del Comitato etico-morale della Fondazione Solidarietà di San Marino, impegnata in un progetto di sviluppo scolastico e occupazionale in una zona poverissima del Perù.
Suo figlio Marco è segretario generale della FIM-CISL dal 2014 al 2020.